# Pound (Wirginia)
Pound – miasto w Stanach Zjednoczonych, w stanie Wirginia, w hrabstwie Wise.